# Уганин, Семён Артемьевич
Семён Арте́мьевич Уга́нин (7 января 1924 — 18 июля 1959) — старший сержант Советской Армии, участник Великой Отечественной войны, Герой Советского Союза.

## Биография
Родился 7 января 1924 года в деревне Матаки (ныне Дрожжановский район, Татарстан) в крестьянской семье. По национальности — чуваш. Окончил 9 классов средней школы. Работал в местном колхозе.
В РККА с 1942 года, на фронте с августа этого же года. Весной 1944 года Уганин стал командиром миномётного расчёта 2-й миномётной роты 360-го стрелкового полка (74-я стрелковая дивизия (2-го формирования)). Отличился и проявил себя в боях за освобождение Молдавии и при форсировании реки Днестр.
5 марта 1944 года в районе села Рубатый Мост старший сержант Уганин поднял свой расчёт в атаку. Первый ворвался во вражеские окопы, убил четырёх солдат противника. Преследуя противника, уничтожил ещё трёх.
28 марта, при форсировании Днестра в районе села Трестияны, Уганину удалось одному из первых со своим расчётом переправиться на правый берег. Когда противник перешёл в контратаку, Уганин и его подчинённые открыли ураганный огонь из винтовок и пулемётов, сорвав наступление противника. С криком «Ура!» отважный старший сержант поднял свой расчёт в атаку, тем самым «отогнав» врага.
Через два дня во время атаки опорного пункта у деревни Капиотаны расчёт был окружён противником, но отважным миномётчикам в течение нескольких часов удавалось отбивать атаки врага и уничтожить большое количество солдат врага.
Указом Президиума Верховного Совета СССР от 13 сентября 1944 года старшему сержанту Уганину было присвоено звание Героя Советского Союза.
В 1947 году Уганин был демобилизован. Жил в Норильске, работал проходчиком на руднике «Таймырский».
Скончался 18 июля 1959 года. Был похоронен в Норильске на старом кладбище по улице Нансена. 9 мая 1975 года тело героя было перезахоронено на новом кладбище «Голиково» вместе с другими Героями Советского Союза — Дмитрием Андреевичем Ковальчуком и Василием Иннокентьевичем Давыдовым. На могиле им установлен общий памятник.

## Награды
- Медаль «Золотая Звезда» № 4254;
- орден Ленина;
- орден Красной Звезды;
- медали.

## Память
- Имя героя носил пионерский отряд школы № 4 в Норильске.